# Fille! Fille! Fille!
『Fille! Fille! Fille!』（フィーユ！フィーユ！フィーユ！）は、日本の女性歌手・南波志帆の4枚目のスタジオ・アルバム。

## 概要
デビュー10周年前日にリリースされる今作は「大人の女性」をテーマに、フレンチポップ調のサウンドを軸に作成されている。

## 収録曲
1. Fille! Fille! Fille!
作詞：Ami Kawai 作曲・編曲：梅林太郎
  - NHK-FM『ミュージックライン』2018年度10月・11月のエンディングテーマ
  - ミュージックビデオが制作され、前作同様に一部のシーンにジャケット写真と同じ演出になっている。
  - フランス・ギャルの夢見るシャンソン人形を彷彿させるアップテンポな曲となっている。
2. 大人の恋、魔法
作詞：Ami Kawai 作曲・編曲：橋本竜樹
3. 青いヴィーナス
作詞：Ami Kawai 作曲：梅林太郎 編曲：ハヤシベトモノリ
4. Don't ask me why
作詞・作曲・編曲：Variety Lab
5. イニシャル“S“の恋愛事情
作詞：Ami Kawai 作曲・編曲：梅林太郎
6. テリトリー
作詞・作曲・編曲：鈴木一弘
7. Petit Flame
作詞：Ami Kawai 作曲・編曲：梅林太郎
8. 魅惑の巴里サーカス急行!
作詞・作曲・編曲：ハヤシベトモノリ
9. 宇宙アムール
作詞：Ami Kawai 作曲・編曲：Itoken
10. 泡色の日々
作詞：Ami Kawai 作曲：保坂ねこ 編曲：梅林太郎